# Hrim
Hrim (stnord. Hrym) je u nordijskoj mitologiji div, kapetan broda Naglfara. Za vrijeme Ragnaroka brod će isploviti pun divova.